# Hella Elges
Hella Elges, geborene Feldmaier (* 26. November 1949 in Bad Homburg vor der Höhe), ist eine deutsche Theaterschauspielerin.

## Leben
Nach dem Abschluss der Realschule Bad Homburg im Jahr 1966 machte Elges eine Ausbildung als Auslandskorrespondentin in der englischen und französischen Sprache und zur Bankkauffrau. Bis 1995 war sie als Abteilungsleiterin und Prokuristin bei verschiedenen Auslandsbanken tätig.
Erst 1995 startete Helga Elges ihre Schauspielerkarriere. Ihre Schauspielausbildung machte sie bei Eugen Tambosi, Cornelia Matthes, Andreas Walther-Schroth, Brigitte Leistikov und besuchte in Los Angeles einen Hollywood Acting Workshop (HAW).
Elges ist im Interessenverband Deutscher Schauspieler e.V. (IDS) engagiert und lebt in Frankfurt am Main.

## Theater
Bühnenrollen (Auswahl):
- 2000: Der Trauschein, Spessartgrotte, Langenprozelten („Ella Brozowsky“)[2]
- 2000–2003: Bezahlt wird nicht! Oststadt Theater, Mannheim („Antonia“)[3]
- 2003: Aschenputtel, Spessartgrotte, Gemünden am Main
- 2003–2007: Zum Teufel mit dem Sex Oststadt Theater, Mannheim („Eleonora Almirante“)[4]
- 2007: Die Jubilarin, Konradhaus Koblenz (Angestellte)[5]
- 2007: Mein letzter Film, Konradhaus Koblenz („Marie“)[6]

Sonstiges:
- 2001: Die Drei von der Tankstelle, Volkstheater Frankfurt (Regieassistenz)[7]